# (1264) Letaba

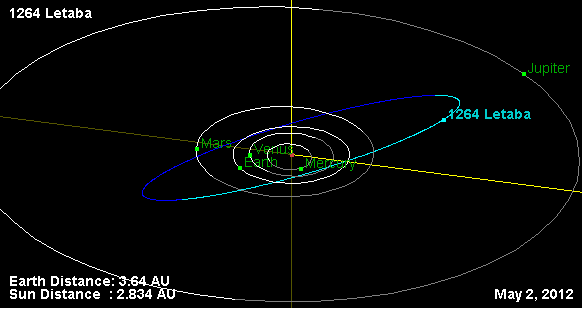

(1264) Letaba ist ein Asteroid des Hauptgürtels, der am 21. April 1933 vom südafrikanischen Astronomen Cyril V. Jackson in Johannesburg entdeckt wurde. 
Der Asteroid ist nach dem südafrikanischen Fluss Letaba benannt.